# 薩卡蘇省
7°27′N 5°18′W / 7.450°N 5.300°W

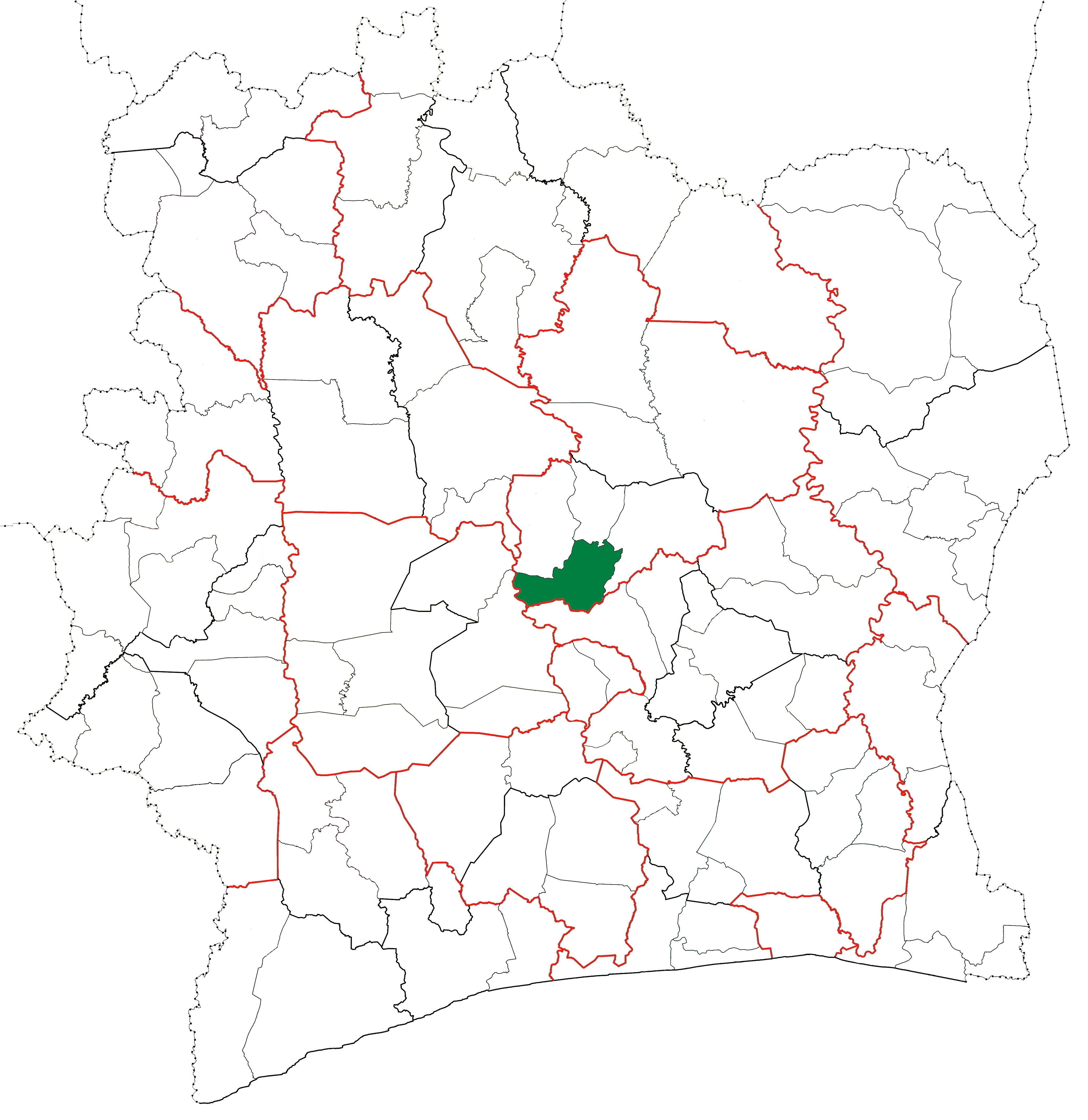

薩卡蘇省（法語：Sakassou），是科特迪瓦的省份，位於該國中北部邦達馬河谷區，由格貝凱大區負責管轄，成立於1988年，面積1,820平方公里，2014年人口94,525，人口密度每平方公里51.9人。